# Climb!
Climb! (Untertitel: Klettern drinnen und draußen) war eine deutschsprachige Special-Interest-Zeitschrift für Sportkletterer. Sie erschien zunächst vier, später bis zu acht Mal jährlich im Bruckmann Verlag in München. Sie war neben Klettern die wichtigste Zeitschrift zum Sportklettern im deutschsprachigen Raum.
Climb! war die erste deutsche Kletterzeitschrift, die sich auch in großem Umfang dem Thema Hallenklettern widmete und dazu beitrug, dass die wachsende Anzahl der Kletterhallenbenutzer auch im Zeitschriftensektor entsprechend Niederschlag findet.
Diese Entwicklung erhielt nicht nur Zustimmung: Kritiker bemängelten die in ihren Augen zu große Berücksichtigung des Hallenkletterns.
Nach Angaben der Redaktion umfasste die Zielgruppe den Bereich vom Hobbykletterer bis zum engagierten Sportkletterer. Neben Gebietsvorstellungen, Kletterhallenvorstellungen und News aus der Kletterwelt gehörten zu den Inhalten auch Artikel zu theoretischen und praktischen Themen wie Training und Klettertechnik.
Die Zeitschrift erschien erstmals im Januar 2006, insgesamt erschienen 2006 vier Ausgaben. Aufgrund des großen Erfolges erhöhte die Redaktion ab Januar 2007 die Frequenz auf sechs Ausgaben und im Jahr 2008 auf acht Hefte pro Jahr. Die letzte Ausgabe erschien im November 2010. Ab 2011 geht Climb! in der Zeitschrift Klettern auf.